# Gordon Roberts (hockey sur glace)
Temple de la renommée américain : 1999
Gordon Roberts, dit Gordie Roberts, (né le 2 octobre 1957 à Détroit dans le Michigan aux États-Unis) est un défenseur de hockey sur glace ayant évolué dans la Ligue nationale de hockey entre 1979 et 1994. Son frère Doug Roberts est également joueur de hockey professionnel.

## Carrière en club
Roberts commence sa carrière au sein des Cougars de Victoria de la ligue de hockey du Canada de l'Ouest en 1974. Il ne passe qu'une seule saison dans la ligue avant de rejoindre l'Association mondiale de hockey (AMH) et les Whalers de la Nouvelle-Angleterre chez lesquels il reste jusqu'en 1981, alors que la franchise rejoint la Ligue nationale de hockey sous le nom de Whalers de Hartford.
Il décide de continuer à jouer dans l'AMH alors qu'au cours du repêchage amateur de la LNH 1977, les Canadiens de Montréal l'ont choisi au troisième tour (54e choix). Lors des saisons 1977-1978 et 1978-1979, il est le défenseur qui obtient le plus de point dans l'AMH.
Fin 1981, Roberts rejoint les North Stars du Minnesota et y reste huit saisons avant la saison 1987-1988 où Roberts joue pour trois franchises différentes dans la même année (les North Stars, les Flyers de Philadelphie et les Blues de Saint-Louis).
Au cours de la saison 1990-1991 il rejoint les Penguins de Pittsburgh avec qui il gagne deux Coupes Stanley en 1991 et 1992.
La saison suivante, il partira pour Boston et les Bruins pour y jouer deux saisons avant de jouer deux saisons supplémentaires dans la ligue internationale de hockey.
Après cette dernière aventure, il prend sa retraite et revient dans la LNH en étant l'adjoint de l'entraîneur des Coyotes de Phoenix de 1997 à 1999.
Il devient ensuite recruteur pour les Canadiens de Montréal pendant plusieurs années.

## Statistiques
| Saison     | Équipe                            | Ligue      |       | Saison régulière | Saison régulière | Saison régulière | Saison régulière | Saison régulière |    | Séries éliminatoires | Séries éliminatoires | Séries éliminatoires | Séries éliminatoires | Séries éliminatoires |
| Saison     | Équipe                            | Ligue      | PJ    | B                | A                | Pts              | Pun              | PJ               | B  | A                    | Pts                  | Pun                  |                      |                      |
| 1974-1975  | Cougars de Victoria               | LHOC       | 53    | 19               | 45               | 64               | 145              | 12               | 1  | 9                    | 10                   | 42                   |                      |                      |
| 1975-1976  | Whalers de la Nouvelle-Angleterre | AMH        | 77    | 3                | 19               | 22               | 102              | 17               | 2  | 9                    | 11                   | 36                   |                      |                      |
| 1976-1977  | Whalers de la Nouvelle-Angleterre | AMH        | 77    | 13               | 33               | 46               | 169              | 5                | 2  | 2                    | 4                    | 4                    |                      |                      |
| 1977-1978  | Whalers de la Nouvelle-Angleterre | AMH        | 78    | 15               | 46               | 61               | 118              | 14               | 0  | 5                    | 5                    | 29                   |                      |                      |
| 1978-1979  | Whalers de la Nouvelle-Angleterre | AMH        | 79    | 11               | 46               | 57               | 113              | 10               | 0  | 4                    | 4                    | 10                   |                      |                      |
| 1979-1980  | Whalers de Hartford               | LNH        | 80    | 8                | 28               | 36               | 89               | 3                | 1  | 1                    | 2                    | 2                    |                      |                      |
| 1980-1981  | Whalers de Hartford               | LNH        | 27    | 2                | 11               | 13               | 81               |                  |    |                      |                      |                      |                      |                      |
| 1980-1981  | North Stars du Minnesota          | LNH        | 50    | 6                | 31               | 37               | 94               | 19               | 1  | 5                    | 6                    | 17                   |                      |                      |
| 1981-1982  | North Stars du Minnesota          | LNH        | 79    | 4                | 30               | 34               | 119              | 4                | 0  | 3                    | 3                    | 27                   |                      |                      |
| 1982-1983  | North Stars du Minnesota          | LNH        | 80    | 3                | 41               | 44               | 103              | 9                | 1  | 5                    | 6                    | 14                   |                      |                      |
| 1983-1984  | North Stars du Minnesota          | LNH        | 77    | 8                | 45               | 53               | 132              | 15               | 3  | 7                    | 10                   | 23                   |                      |                      |
| 1984-1985  | North Stars du Minnesota          | LNH        | 78    | 6                | 36               | 42               | 112              | 9                | 1  | 6                    | 7                    | 6                    |                      |                      |
| 1985-1986  | North Stars du Minnesota          | LNH        | 76    | 2                | 21               | 23               | 101              | 5                | 0  | 4                    | 4                    | 8                    |                      |                      |
| 1986-1987  | North Stars du Minnesota          | LNH        | 67    | 3                | 10               | 13               | 68               |                  |    |                      |                      |                      |                      |                      |
| 1987-1988  | North Stars du Minnesota          | LNH        | 48    | 1                | 10               | 11               | 103              |                  |    |                      |                      |                      |                      |                      |
| 1987-1988  | Flyers de Philadelphie            | LNH        | 11    | 1                | 2                | 3                | 15               |                  |    |                      |                      |                      |                      |                      |
| 1988-1989  | Blues de Saint-Louis              | LNH        | 11    | 1                | 3                | 4                | 25               | 10               | 1  | 2                    | 3                    | 33                   |                      |                      |
| 1988-1989  | Blues de Saint-Louis              | LNH        | 77    | 2                | 24               | 26               | 90               | 10               | 1  | 7                    | 8                    | 8                    |                      |                      |
| 1989-1990  | Blues de Saint-Louis              | LNH        | 75    | 3                | 14               | 17               | 140              | 10               | 0  | 2                    | 2                    | 26                   |                      |                      |
| 1990-1991  | Rivermen de Peoria                | LIH        | 6     | 0                | 8                | 8                | 4                |                  |    |                      |                      |                      |                      |                      |
| 1990-1991  | Blues de Saint-Louis              | LNH        | 3     | 0                | 1                | 1                | 8                |                  |    |                      |                      |                      |                      |                      |
| 1990-1991  | Penguins de Pittsburgh            | LNH        | 61    | 3                | 12               | 15               | 70               | 24               | 1  | 2                    | 3                    | 63                   |                      |                      |
| 1991-1992  | Penguins de Pittsburgh            | LNH        | 73    | 2                | 22               | 24               | 87               | 19               | 0  | 2                    | 2                    | 32                   |                      |                      |
| 1992-1993  | Bruins de Boston                  | LNH        | 65    | 5                | 12               | 17               | 105              | 4                | 0  | 0                    | 0                    | 6                    |                      |                      |
| 1993-1994  | Bruins de Boston                  | LNH        | 59    | 1                | 6                | 7                | 40               | 12               | 0  | 1                    | 1                    | 8                    |                      |                      |
| 1994-1995  | Wolves de Chicago                 | LIH        | 68    | 6                | 22               | 28               | 80               | 3                | 0  | 0                    | 0                    | 4                    |                      |                      |
| 1995-1996  | Moose du Minnesota                | LIH        | 37    | 1                | 12               | 13               | 44               |                  |    |                      |                      |                      |                      |                      |
| Totaux AMH | Totaux AMH                        | Totaux AMH | 311   | 42               | 144              | 186              | 502              | 46               | 4  | 20                   | 24                   | 79                   |                      |                      |
| Totaux LNH | Totaux LNH                        | Totaux LNH | 1 097 | 61               | 359              | 420              | 1 582            | 153              | 10 | 47                   | 57                   | 273                  |                      |                      |